# Вулиця Юрія Вороного (Житомир)
Вулиця Юрія Вороного — вулиця в Корольовському районі Житомира.

## Характеристики
Починається від вулиці Івана Мазепи, прямує на південний захід та закінчується перехрестям з вулицею Бальзаківською. Проходить через Путятинський майдан; перетинається з вулицями Святослава Ріхтера та Великою Бердичівською. Вулиця розташована у місцевостях Путятинка (початок вулиці) та Російська Слобідка (від Великої Бердичівської вулиці до кінця вулиці). Також вулиця є одна з таких, що пролягає у Старому місті, розпланованому та сформованому до початку XX століття. Район перехрестя з Великою Бердичівською вулицею також відомий за історичною назвою Липки.

## Історія
Вулиця виникла й формувалася у другій половині ХІХ — початку XX століття згідно з генеральним планом міста, затвердженим у 1859 році як одна з поперечних вулиць у запланованій радіально-відцентровій системі планування міста, утвореній рядами радіальних та поперечних вулиць.
Станом на кінець 1870-х років почав формуватися відрізок вулиці від перехрестя з Великою Бердичівською вулицею на південний захід, що завершувався глухим кутом, впираючись у північно-східні межі присадибних ділянок Слободи Руської (тоді передмістя). Вулиця отримала назву Госпітальна, оскільки на розі вулиць Великої Бердичівської та Госпітальної передбачалося спорудження військового шпиталю.
Станом на кінець ХІХ століття сформувалася ділянка Госпітальної вулиці між вулицею Міщанською (нині Івана Мазепи) та Великою Бердичівською. На півдні вулиця все ще завершувалася глухим кутом не доходячи до запроєктованого перехрестя з Ніколаєвською вулицею (нині Бальзаківською), де нині закінчується вулиця.
Траса вулиці сформувалася на початку ХХ століття. Тоді ж сформувалася більшість садибної забудови.
Багатоповерхова забудова вулиці почала формуватися у 1950-х роках внаслідок забудови території колишньої Базарної площі двоповерховими житловими будинками.(№ 9-19; 10-16). Вулиця продовжувала забудовуватися багатоповерхівками до середини 1990-х років, коли на розі з вулицею Івана Мазепи було збудовано найвищий у місті 16-поверховий житловий будинок (58 м).
У 1961 році Госпітальну вулицю перейменовано на честь Юрія Гагаріна. У 2023 році вулиця Гагаріна перейменована на честь Юрія Вороного.